# Ciclo epico
Il ciclo epico raccoglie tutti i cicli di poemi epici (quasi completamente perduti, tranne quelli omerici ed esiodei, e pochi frammenti di alcuni altri) composti in lingua greca, dai cosiddetti poeti ciclici, e databili tra l'VIII e il VI secolo a.C., ma basati su una tradizione orale molto più antica.
Il nome "ciclo epico" è da attribuire a Callimaco di Cirene (poeta e filologo alessandrino del III sec. a.C.), il quale, criticandolo, lo nomina proprio "ciclo epico" (in greco: ἐπικòς κύκλoς, epikòs kýklos).

## Poeti e contesto
Sugli autori del ciclo epico sappiamo non più di quanto sappiamo su Omero, ma gli studiosi moderni li considerano autori di opere orali, così come lo stesso Omero. Nel periodo classico, comunque, i primi poemi epici, proprio come l'Iliade e l'Odissea, vennero attribuiti tutti ad Omero.
Laddove la maggior parte degli studiosi moderni collocano Omero nell'VIII secolo a.C., gli altri poeti sembrano esser vissuti dal VII al V secolo a.C.; si tratta, inoltre, di autori che gravitavano intorno alle colonie ioniche e al mondo rapsodico. Infatti, a parte il cipriota Stasino, erano coloni Creofilo di Samo, lo ionico Arctino di Mileto, il mitilenese Lesche, Testoride e Prodico di Focea, Antimaco di Teo, i rodi Pisino di Lindo e Pisandro di Camiro.
Di aree culturalmente feconde nell'alto arcaismo erano, poi, Cinetone di Sparta, Eumelo di Corinto, Agia di Trezene, Diodoro di Eritre, Egesia di Salamina (o Egesino) e Carcino di Naupatto.
Infine, più recenti di almeno un secolo vengono ritenuti Paniassi di Alicarnasso ed Eugammone di Cirene.
Non solo, dunque, la datazione è incerta, ma lo sono anche gli autori e ciò per varie ragioni: innanzitutto, spesso non si può parlare di un singolo autore, poiché i poeti dell'epica greca attingevano alla mitologia greca tramandata oralmente dai cantori; inoltre, nell'antica Grecia spesso mitologia e storia erano portate a confondersi l'una con l'altra, perciò tali storie erano concepite più come un patrimonio storico e culturale comune che come l'opera di qualche autore. Infatti, furono attribuiti ad Omero anche i Cypria, la Tebaide, gli Epigoni e la Presa di Ecalia, probabilmente per il prestigio che il nome dell'autore conferiva all'opera. Alcuni degli autori più probabili sono comunque contemporanei a Omero e, anzi, secondo la tradizione, avevano strette relazioni con lui: Arctino di Mileto, autore dell'Etiopide e della Iliupersis, ne sarebbe stato discepolo; Stasino, autore dei Cypria, ne sarebbe stato il genero; Creofilo di Samo, autore della Presa di Ecalia, gli avrebbe offerto ospitalità.
Le vicende narrate nei poemi ciclici, inversamente alla scarsa considerazione artistica di cui godevano, furono fonte di ispirazione primaria per la letteratura classica greca (tra cui le tragedie di Eschilo, Sofocle ed Euripide, Le Argonautiche di Apollonio Rodio e numerosi poemi ed epilli imperiali) e per quella latina.
In effetti, la conservazione del ciclo epico è stata compromessa dalla scarsa qualità poetica e strutturale delle opere, unanimemente condannate dagli antichi, fin dalla Poetica aristotelica.
Dato lo scarso numero di frammenti sopravvissuti, la ricostruzione dei vari segmenti che compongono il ciclo epico è permessa da fonti indirette: in tal senso, le tragedie greche sono una fonte importante, in particolare per quanto riguarda i cicli non troiani, poiché ne hanno attinto a piene mani la materia narrativa. Il ciclo troiano è ricostruibile, invece, attraverso i riassunti di origine bizantina, come quello della Biblioteca di Fozio del IX secolo d.C., a sua volta tratto dalla Crestomazia di Proclo (forse il grammatico del II secolo d.C., mentre è improbabile che si tratti del filosofo del V secolo d.C.), che comprendeva una sintesi del ciclo troiano, non comprendente, tuttavia, i Cypria, dei quali abbiamo un sunto in vari altri manoscritti.
Altre opere che hanno sintetizzato e che hanno, quindi, trasmesso la materia del ciclo epico sono state la Biblioteca di Apollodoro e le Fabulae di Igino.

## I cicli
I poemi del ciclo, nel loro insieme, erano concepiti come una narrazione completa di tutti gli eventi memorabili, dalle nozze di Urano e Gea fino alla morte di Odisseo. Si trattava, quindi, di una raccolta completa, anche se a posteriori, dei segmenti ciclici minori, costituiti da poemi raggruppati secondo gli eventi narrati e ordinati in successione cronologica.

Ciclo delle origini
Il ciclo delle origini racchiudeva i poemi che trattavano delle gesta degli dei. In esso veniva inserita, in posizione principe, la Teogonia di Esiodo, sull'origine del cosmo e degli dei e sulla guerra tra Zeus e i Titani, con una omonima Teogonia, opera anonima calcata sul modello di Esiodo, che tratta la genealogia divina dall'unione di Urano e Gea (anche detta Gaia); a completamento stava la Titanomachia, attribuita a Eumelo di Corinto, sulla guerra di Zeus contro i Titani.

Ciclo argonautico
Il ciclo argonautico, che narrava l'impresa degli Argonauti, comprendeva i Korinthiakà (Canti Corinzi), di Eumelo di Corinto, un poema su Corinto in cui trovava spazio la leggenda di Argo, e i Canti Naupattii, attribuiti a Carcino di Naupatto.

Ciclo tebano
I poemi del ciclo narravano le vicende della dinastia tebana dei Labdacidi.Si partiva dall'Edipodia, poema in 6 600 versi attribuito a Cinetone di Sparta, sulla storia di Edipo, che, senza saperlo, uccise il padre Laio e sposò la madre Giocasta, e della sua fuga da Tebe quando ne venne a conoscenza; si proseguiva con la Tebaide, attribuita prima a Omero e poi ad Antimaco di Teo, che cantava la guerra fratricida tra Eteocle e Polinice, figli di Edipo, e la guerra dei Sette contro Tebe, che avrebbe ispirato l'omonima tragedia di Eschilo; venivano poi Gli Epigoni, attribuiti a Omero e più plausibilmente ad Antimaco di Teo, che erano un poema in 7 000 versi incentrato sui personaggi degli Epigoni (ovvero i "nati dopo"), cioè i figli dei sette principi che muovono una seconda guerra contro Tebe, stavolta vittoriosa, dopo che la prima si era conclusa con la morte dei Sette; infine, l'Alcmeonide, anonima, narrava le gesta dell'epigono Alcmeone, figlio di Anfiarao, che vendicò la morte del padre caduto nella guerra dei Sette uccidendo sua madre Erifile, poiché lo aveva spinto a parteciparvi, e venne di conseguenza perseguitato dalle Erinni, personificazioni della vendetta.

Ciclo troiano
I poemi del ciclo troiano raccontavano la guerra di Troia e i successivi ritorni degli Achei in patria, partendo dai Cypria o Canti ciprii (11 libri). Attribuiti a Egesia di Cipro, a Stasino e a Omero (sebbene anche Erodoto avesse messo in dubbio la paternità degli ultimi due autori, in un passo del II libro della sua storia sulle guerre persiane), narravano di come Zeus e Temi decisero di scatenare la guerra di Troia per sfoltire l'umanità divenuta troppo numerosa, della nascita di Elena, delle nozze di Peleo e Teti e del giudizio di Paride, fino al ratto di Elena e alla spedizione greca contro Troia, laddove inizia il racconto dell'Iliade.
Al poema iliadico si riallacciava l'Etiopide (5 libri), attribuita ad Arctino di Mileto, che andava dall'intervento degli alleati troiani Pentesilea e Memnone alla morte di Achille.
La Piccola Iliade (4 libri), attribuita a Lesche di Mitilene, andava dalla contesa tra Aiace Telamonio e Ulisse alla distruzione di Troia, inclusa la costruzione del cavallo, sovrapponendosi alla Iliou persis (La distruzione di Ilio, 2 libri) attribuita anch'essa ad Arctino di Mileto, sulla distruzione di Troia, cui seguivano i Nostoi (Ritorni, 5 libri) attribuiti ad Agia di Trezene sul ritorno in patria degli eroi greci (escluso Ulisse) e sulle vicende successive, fino al ritorno di Agamennone e Menelao.
Infine, la Telegonia (2 libri), inclusa tra i poemi del ritorno e attribuito a Eugammone di Cirene, chiudeva l'intero ciclo troiano con la morte di Ulisse per mano del figlio Telegono, che ne sposa la moglie Penelope.

Altri cicli
Ad un ciclo di Eracle appartenevano la Presa di Ecalia, attribuita a Creofilo di Samo, ma secondo la tradizione scritta dallo stesso Omero e ceduta poi a Creofilo, che narrava la lotta tra Eracle ed Eurito, re della città di Ecalia in Tessaglia, che l'eroe riesce a espugnare portando via la principessa Iole (anche Jole), di cui era follemente innamorato, l'Eracleide, attribuita a Pisandro di Camiro, che cantava in due libri delle dodici fatiche di Eracle, e l'Eraclea (poema), attribuita a Paniassi di Alicarnasso, che cantava anch'essa delle dodici fatiche, in quattordici libri.
Opere cicliche minori erano: il cosiddetto ciclo argivo, con la Danaide, che narrava le vicende di Danao e delle sue cinquanta figlie, e la Foronide, anonima, sulle gesta dell'argivo Foroneo; un ciclo su Teseo, con la Miniade, attribuita a un certo Prodico di Focea, cantava lo scontro tra Eracle e i Mini, la distruzione della città di Orcomeno e le imprese di Teseo e Meleagro, mentre, con la Teseide, anonima, narrava le avventure di Teseo.
Si hanno, poi, scarse notizie sul ciclo tessalico e su altri cicli minori.
Secondo i miti tramandati in età classica, a seguito della morte di Oreste, gli Eraclidi sarebbero tornati in Grecia insieme ai Dori per porre fine alla persecuzione nei loro confronti guidata dal re Euristeo di Tirinto. La guerra si concluse ad Atene con la morte del re per mano di Illo. Successivamente gli Eraclidi lanciarono offensive a più riprese verso il Peloponneso, uccidendo dopo vari tentativi re Tisameno, figlio di Oreste ed i suoi figli, ponendo fine alla dinastia degli Atridi ed alla civiltà micenea